# Karviná

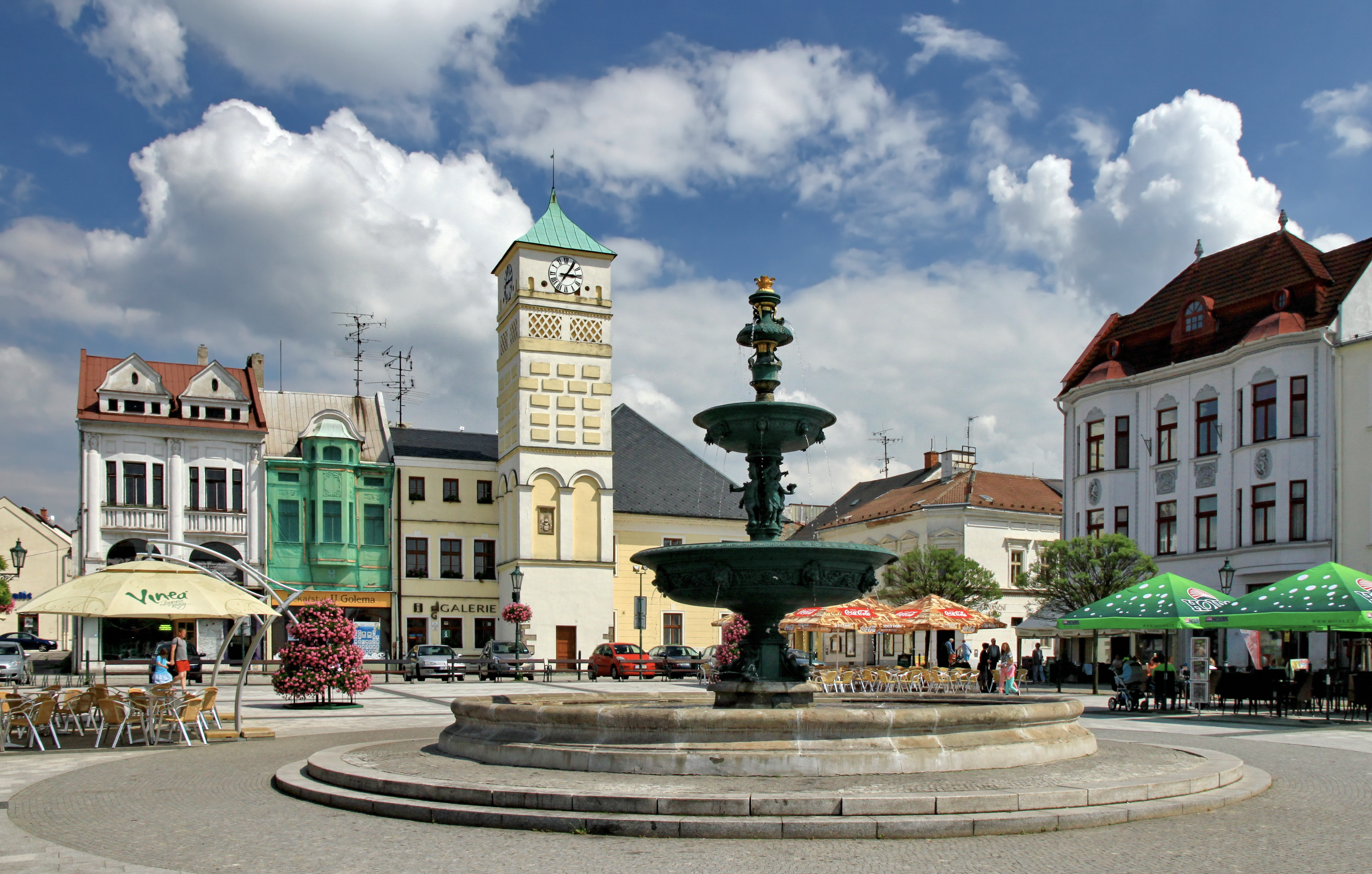
Fryštát, Masaryk-Platz

Karviná (deutsch Karwin, polnisch Karwina) ist eine Bezirksstadt mit 48.937 Einwohnern (2024) im Moravskoslezský kraj im Osten Tschechiens. Karviná ist eine bedeutende Industriestadt und Zentrum der Schwerindustrie.

## Geographie
Karviná befindet sich rechtsseitig der Olsa gegenüber den Einmündungen der Stonávka und des Karvinský potok im oberschlesischen Steinkohlenrevier an der Grenze zu Polen.

## Geschichte
Die älteste Siedlung auf dem Gebiet der heutigen Stadt war Solza, das am 25. Mai 1223 in einer Urkunde des Breslauer Bischofs Lorenz erstmals urkundlich als ecclesia de Sale, eine Kirche im Besitz der Prämonstratenserinnen in Rybnik, erwähnt wurde. Im 13. Jahrhundert bestanden schon am wahrscheinlichsten die Dörfer Cula (Staré Město?) und Ray, die aber erst im Liber fundationis episcopatus Vratislaviensis aus zirka 1305 erstmals erwähnt wurden. Im gleichen Dokument wurden die neue Stadt am rechten Olsaufer Frienstad in Ray, sowie die Dörfer Carwina und Bertholdi villa (Darkov?) benannt. Nach Walter Kuhn, einem eifrigen Forscher des Deutschtums im Teschener Schlesien, war Freistadt im Mittelalter das Zentrum einer deutschen Sprachinsel, die acht Dörfer (außer Doly, alle heutige Stadtteile, sowie Dětmarovice, Dolní Lutyně und Věřňovice) umfasste.
Das alte Karwin (heute entvölkerter Stadtteil Doly) war 1880 noch ein Dorf im Herzogtum Teschen, hatte aber fast 5000 Einwohner. Es gehörte zum Bezirk Freistadt (Fryštát, jetzt ein Stadtteil von Karviná) und lag an der Kaschau-Oderberger Bahn. Es hatte ein Schloss und eine Brauerei und war damals schon ein Zentrum des Steinkohlenbergbaus und der Koksherstellung. Es gab in den 1890er Jahren eine schwere Dynamit- und Kohlenstaubexplosion – ein Unfall, der rund 250 Menschen das Leben kostete.
Seit 1909 war Karwin mit Mährisch Ostrau (heute: Ostrava) mit der elektrischen Lokalbahn Ostrau–Karwin verbunden.
1869 wurde Freistadt mit Sitz einer Bezirkshauptmannschaft des Bezirkes Freistadt in Österreichisch-Schlesien. Sie hatte 1880 2244 Einwohner. Die Stadt war auch ein Sitz der Grafen von Larisch, die dort ein Schloss und Gestüt besaßen.
Genau gegenüber am linken Ufer der Olsa liegt der Stadtteil Lázně Darkov (Bad Darkau), der wegen seiner iod- und bromhaltigen Wässer seit 1870 ein beliebtes Kurbad war. Nach der Heirat der Gräfin Franziska Larisch von Mönnich mit Ernst Rüdiger Starhemberg im Jahre 1898 kurierten sich die Starhemberger oft in Bad Darkau. Später wurde der Ort mit Roy vereinigt und ist auch als Bad Roy-Darkau bekannt. Im Oktober 1938 kam die Stadt wie auch das gesamte Olsagebiet an Polen.
Während der deutschen Besatzung wurden Karwin, Bad Darkau, Freistadt, Roy und Altstadt 1944 zur Stadt Karwin-Freistadt vereinigt. Nach dem Zweiten Weltkrieg war Fryštát zunächst wieder eigenständig, bis es 1948 erneut nach Karviná eingemeindet wurde. Es ist seither das eigentliche Zentrum der Stadt und von Plattenbausiedlungen aus den 1970er und 1980er Jahren umgeben. 1975 wurde Louky nad Olší als der letzte Stadtteil eingemeindet.
Nach dem Oderhochwasser 1997 wurden die Deiche erhöht. Die Darkovský most, die einzige direkte Brückenverbindung zwischen den Stadthälften, wurde gleichermaßen erhöht, kann seitdem aber nur noch von Fußgängern und Radfahrern benutzt werden.

## Stadtgliederung
Die Gliederung besteht aus 6 Katastralbereichen, in denen sich 9 Stadtteile befinden:
- Darkov: Lázně Darkov (Bad Darkau) (im Mittelalter wahrscheinlich Bartoldsdorf)
- Karviná-Doly: Doly (Karwin) (im Mittelalter Arnoldsdorf)
- Karviná-město: Fryštát (Freistadt), Hranice, Mizerov (Miserau), Nové Město (Neustadt)
- Louky nad Olší: Louky (Lonkau)
- Raj: Ráj (Roy)
- Staré Město u Karviné: Staré Město (Altstadt)

Die einzelnen Ortsteile sind hierbei:
- Karviná 1-Fryštát – Fryštát (deutsch: Freistadt; polnisch: Frysztat)
- Karviná 2-Doly – Doly (deutsch: Karwin)
- Karviná 3-Darkov – Lázně Darkov (deutsch: Bad Darkau; polnisch: Darków Zdrój)
- Karviná 4-Ráj – Ráj (deutsch: Roy; polnisch: Raj)
- Karviná 5-Staré Město – Staré Město (deutsch: Altstadt; polnisch: Stare Miasto; früher auch: Čula)
- Karviná 6-Nové Město – Nové Město (deutsch: Neustadt; von 1948 bis 1961 Stalingrad)
- Karviná 7-Mizerov –  Mizerov (deutsch: Miserau)
- Karviná 8-Hranice – Hranice
- Karviná 9-Louky – Louky nad Olší (deutsch: Lonkau; polnisch: Łąki)

## Verkehr
Der Hauptbahnhof liegt an der Bahnstrecke Žilina–Bohumín.
Auf der Strecke Petrovice u Karviné–Karviná findet kein Personenverkehr statt.

## Partnerstädte
Die Stadt Karviná unterhält mit folgenden Städten eine Städtepartnerschaft:
- Jastrzębie-Zdrój, Polen
- Jaworzno, Polen
- Rybnik, Polen
- Kaili, Volksrepublik China
- Wodzisław Śląski, Polen

## Bildung
In Karviná befindet sich die Fakultät für Betriebswirtschaftslehre der Schlesischen Universität Opava.

## Sport
- Fußball: MFK Karviná
- Handball: HC Baník Karviná
- Eishockey: HC Karviná

## Persönlichkeiten
Freistadt
- Gottfried Leygebe (1630–1683), Bildhauer, Kupferstecher, Medailleur, Stempelmacher und Zeichner
- Dana Zátopková (1922–2020), Olympiasiegerin im Speerwurf
- Alfred Biolek (1934–2021), deutscher Talkmaster; Fernsehkoch

Karwin
- Gustaw Morcinek (1891–1963), polnischer Schriftsteller
- Wacław Olszak (1902–1980), Bauingenieur
- Louis Kentner (1905–1987), britischer Pianist
- Erwin Plöckinger (1914–1994), österreichischer Montaningenieur
- Bruno Bělčík (1924–1990), Geiger
- Eva Zlonitzky (* 1931 oder 1935), deutsche Schauspielerin
- Peter Zlonicky (* 1935), deutscher Architekt und Stadtplaner
- Udo Witzens (* 1941), Politologe und Orientalist

Bad Darkau
- Fanny Starhemberg (1875–1943, Bad Darkau), österreichische Politikerin
- Ulf Pindur (* 1943), deutscher Apotheker und Lebensmittelchemiker

Karviná
- Ota Zaremba (* 1957), Gewichtheber
- Bohuš Keler (* 1961), Fußballer
- Peter Draisaitl (* 1965), ehem. deutscher Eishockeyspieler, jetzt Trainer
- Šárka Kašpárková (* 1971), Leichtathletin
- Luděk Drobek (* 1975), Handballspieler
- Eva Kurfürstová (* 1977), Skirennläuferin
- Richard Hladký (* 1977), Handballspieler
- Michal Brůna (* 1978), Handballspieler
- Radek Štěpánek (* 1978), Tennisspieler
- Petra Němcová (* 1979), Fotomodell
- Jaroslav Bába (* 1984), Hochspringer
- Jiří Mikesz (* 1986), Eishockeyspieler
- Denisa Rosolová (* 1986), Leichtathletin
- Marek Vančo (* 1989), Handballspieler